# Hans Sperre
Hans Sperre (6. februar 1937 i Sandefjord – 7. august 2002) var en norsk badmintonspiller og fodboldspiller. Sperre vandt hele 56 norske mesterskaber i badminton – fordelt på 7 i junior- og 49 i seniorklassen, hvoraf 10 titler var i herresingle.
Sperre spillede også fodbold for Sandefjord Ballklubb i hovedserien (tilsvarer dagens eliteserie), og har blandt andet spillet i to cupfinaler.
Hans Sperres søn, Hans Sperre jr., har 16 kongepokaler i badminton.